# Flèche wallonne 1957
La Flèche wallonne 1957, 21e édition de la course, a lieu le 26 avril 1957 sur un parcours de 226 km. La victoire revient au Belge Raymond Impanis, qui a terminé la course en solitaire en 6 h 01 min 49 s, devant le Français René Privat et son compatriote Victor Wartel.
Sur la ligne d’arrivée à Liège, 64 des 168 coureurs au départ à Charleroi ont terminé la course.

## Classement final
| Position | Coureur                 | Équipe              |    | Temps           |
| -------- | ----------------------- | ------------------- | -- | --------------- |
| 1        | Raymond Impanis         | Peugeot-BP          | en | 6 h 01 min 49 s |
| 2        | René Privat             | Mercier             | +  | 47 s            |
| 3        | Victor Wartel           | Rochet-Dunlop       |    | 2 min 40 s      |
| 4        | Marcel Janssens         | Peugeot-BP          |    | 2 min 40 s      |
| 5        | Jean Bobet              | Bobet-BP-Hutchinson |    | 2 min 40 s      |
| 6        | Nino Defilippis         | Bianchi             |    | 4 min 28 s      |
| 7        | Jozef Planckaert        | Peugeot-BP          |    | 4 min 28 s      |
| 8        | Jacques Dupont          | Saint-Raphaël       |    | 6 min 44 s      |
| 9        | Gustaaf Van Vaerenbergh | -                   |    | 7 min 02 s      |
| 10       | Julien Schepens         | Mercier             |    | 7 min 02 s      |